# Vườn quốc gia Hope Islands
Vườn quốc gia Hope Islands là một vườn quốc gia ở Queensland, Úc, cách Brisbane Brisbane 1.521 km về phía tây bắc. Công viên bao gồm bốn hòn đảo: Đông Hope và West Hope, Snapper Island và Đảo Struck.
Các hòn đảo Hope nằm cách Cooktown 37 km về phía đông nam và cách bờ biển khoảng 8 km
Đảo Struck là một mỏm đá nổi bật ngay bên cạnh Thornton Beach và phía Nam Cape Tribulation
Đảo Snapper dài khoảng 2 km và nằm ở cửa sông Daintree. Cách Port Douglas khoảng 20 km về phía bắc
Truy cập thông qua tàu cá hoặc bởi các nhà khai thác thương mại được phép.
Các hòn đảo Hope được đặt tên bởi Lt James Cook vào tháng 6 năm 1770, khi chiếc tàu HMS Endeavor của ông tiến về phía bắc dọc theo bờ biển phía đông nước Úc trong chuyến đi đầu tiên của mình ở Thái Bình Dương. Cook đã hy vọng đưa lên bờ vào những hòn đảo khi họ lần đầu tiên nhìn thấy vào ngày 10 tháng 6 năm 1770, nhưng thấy nước xung quanh quá cạn để mang Endeavour đến gần. Vào cuối đêm đó Endeavour tấn công một bãi đá ngầm và tránh chìm dần; Cook sau đó đứng cô ra nước ngoài trong khi ông tìm kiếm một điểm trên đất liền trên đó để bãi biển của cô để sửa chữa. Cook đã đặt tên cho họ vào ngày 12 tháng 6 khi Endeavour tiến lên phía bắc, bởi vì "chúng tôi luôn có hy vọng có thể tiếp cận được những hòn đảo này".